# 두영철
두영철(杜英哲, 고려시대 생몰년도 미상)은 고려 말기의 문신이며, 정2품 평장사(平章事)를 역임한 정치가(政治家)이다. 만경 두씨로 본관은 두릉(杜陵)이고, 만경현(현 김제시 만경읍)에서 출생하였다.

## 가족관계
두영철(杜英哲)은 시조 두경령(杜慶寧)의 11세손이고, 고려조에서 문하시랑평장사(門下侍郞平章事)를 지낸 두현(杜玹)공의 고손(高孫)이고, 고려조에서 3도도사(3道都事)를 지낸 두취림(杜就林 )공의 증손(曾孫)이며, 고려말기 울산병마절도사(蔚山兵馬節度使)을 지낸 두을지(杜乙之)공의 손자이고, 두장(杜杖)공의 아들이다. 두영철(杜英哲) 가계는 두릉두씨(杜陵杜氏)의 족보와 중앙일보사(中央日報社)에서 발행한 『성씨의 고향(姓氏의 故鄕)』과 『한국인의 족보(韓國人의 族譜)』등의 문헌에 따르면, 시조(始祖) 두경녕은 중국 송(宋)나라의 두릉인(杜陵人)인데 송의 태종(太宗) 때에 병부상서(兵部尙書)의 자리에 있었는데, 당시 그는 진종(眞倧)의 옹립은 반대하다가 실패하여 소주자사(蘇州刺史)로 죄천되자 그의 둘째아들인 중서사인(中書舍人) 지건(之建)을 데리고 정처없이 배를 타고 가다가 풍랑을 만나 우리나라의 만경현(萬頃縣)에 있는 궁지(宮池)라는 지금의 고군산도(古群山島)에 표착하게 되었다. 당시 고려의 조정에서는 이 사실의 알고 목종(穆宗)이 두경녕에게 좌사관(左史官)이란 벼슬을 내리고 궁지(宮池)를 식읍으로 하사하고 두릉군(杜陵君)에 봉했다.

## 생애 및 활동 상황
고려 때의 정치가(政治家)였다. 본관은 두릉(杜陵), 전주(全州) 만경현(萬頃縣)출신, 고려조에서 문하시중을 지낸 두경승(杜景升)의 5대손이며, 울산병마절도사를 지낸 두을지(杜乙枝)의 손자(孫子)이다. 벼슬은 정2품 평장사(平章事)을 역임하였다. 그가 서천포영(舒川浦營) 장암진(張巖鎭)(현 서천군 장항읍)에 유배되었을 때, 관상을 잘 보는 한 노인과 친교를 맺었다. 두영철이 불러 자신의 관상을 보게 하니 노인이 벼슬에 다시 나가지 말 것을 경계했다 그는 이에 응하여 관직에 오르지 않겠다고 하였다. 그러나 소환되어 평장사의 벼슬에 올랐으며, 그 후 죄를 얻어 다시 유배당하였다. 배소(配所)로 가는 도중 그 곳을 지날 때 그 노인이 그를 전송하며 노래를 지어 주었는데, 그 노래가 고려의 악부(樂府)에 전하며 장암곡(長巖曲)이라 한다. 원가(原歌)는 전하지 않고, 노래의 유래와 이제현(李齊賢)의 한역시가 『고려사』 권71 악지(樂志)에 전하고, 같은 내용이 『증보문헌비고』 권106 악고(樂考) 17에 옮겨져 있다. 이 곡에 관련된 내용은 『신증동국여지승람』에도 기록되어 있다. 장암가와 더불어 장항송림산림욕장(長項松林山林浴場)은 두영철이 이곳에서 유배생활을 하다가 모래찜질로 건강을 회복한 뒤로 널리 알려졌으며, 지금도 매년 음력 4월 20일이면 '모래의 날'이라 하여 많은 사람들이 찾아와 모래찜질을 한다.

## 장암가(長巖歌)
```
長巖曲(장암곡)(『高麗史(고려사)』 「樂志(악지)」:
平章事杜英哲(평장사두영철)
嘗流長巖(상류장암)
與一老人相善(여일로인상선)
及召還(급소환)
老人戒其苟進(노인계기구진)
英哲諾之(영철낙지)
後位至平章事(후위지평장사)
果又陷罪貶過之(과우함죄폄과지)
老人送之(노인송지)
作是歌(작시가) 以譏之(이기지))
拘拘有雀爾奚爲(구구유작이해위) 움츠린 참새야 너는 어찌하여
觸着網羅黃口兒(촉착망라황구아) 그물에나 걸리는 참새새끼가 되었느냐
眼孔元來在何許(안공원래재하허) 눈은 본래 어디에 두고서
可憐觸網雀兒癡(가련촉망작아치) 가엾게 그물에 걸리는 어리석은 참새가 됐나
```

## 장암포[長岩浦, Jangampo]의 유래(由來)
충청남도 서천군의 장항읍 장암동 질구지 앞에 있는 포구이다. 백제의 충신 성충(成忠)이 의자왕에게 말하기를 만일 다른 나라 군사가 쳐들어 오면 육군은 숯고개[炭峴]를 넘지 못하게 하고, 수군은 기벌포에 들어오지 못하도록 바깥에서 쳐부숴야 한다고 말하였으나, 왕은 깨닫지 못하고 적이 쳐들어오도록 기다렸다가 나당연합군에게 망하였는데 그 포가 바로 여기를 지적한 것이다. 이곳은 고려 때의 문신 두영철이 유배를 왔던 곳으로 촌로들이 그를 풍자하여 불렀다는 '장암진의 목가'로도 유명하다. 그 노래는 다음과 같다. "잡혀든 참새 새끼야, 네가 뭣을 하랴, 그물에 걸린 누른 주둥이의 어린 새끼야, 눈구멍은 애당초 어느 곳에 팔았던고, 가련하다 그물에 걸린 참새 새끼의 어려석음이여." 이 곡에 관련된 내용은 『신증동국여지승람』에도 기록되어 있다.

## 서천군 장암포(長岩浦)와 두영철(杜英哲): 신증동국여지승람(제19권)
```
◉서천군(舒川郡)
 동쪽으로는 한산군(韓山郡) 경계까지 15리이고, 남쪽으로는 옥구현(沃溝縣)경계까지 25리이고, 서쪽으로 비인현(庇仁縣) 경계까지 9리이며, 북쪽으로는 홍산현(鴻山縣)경계까지 41리이고, 서울과의 거리는4백70리이다.
```

【건치연혁】
```
본래 백제의 설림군(舌林郡) 혹은 남양(南陽)이라고도 하였다. 신라 경덕왕(景德王)때에 서림군(西林郡)으로 고쳤고, 고려 현종(顯宗)9년에는 가림현(嘉林縣)에 붙였으며, 뒤에 다시 감무(監務)를 두었다. 충숙왕(忠肅王) 원년에 고을 사람인 이언충(李彦忠)이 충선왕(忠宣王)에게 공로가 있었다하여 지서주사(知西州事)로 승격하였던 것을 본조 태종 13년에 지금의 이름으로 고쳐서 군으로 만들었다.
```

【관방】
```
서천포영(舒川浦營) 군남쪽 26리에 있다. ○수군만호(水軍萬戶)1인이 있다.
```

○ 고려때는 장암진(長巖鎭)이라 일컬었는데, 평장사(平章事) 두영철(杜英哲)이 일찍이 이포에 유배(流配)되어 어느한노인과 서로 좋아하였는데 소환됨에 미쳐서, 그노인이 구차하게 진취하지 말 것을 당부하니 영철이 이를 쾌락하였다. 뒤에 벼슬이 평장사에 이르러서 과연 또 죄망에 빠져 좌천되었다. 노인이 노래를 지어 그를 기롱(譏弄)한 것이 있어 악부(樂府)에 장암곡(長巖曲이 전해오는데 이제현(李齊賢)이 시를 지어 그뜻을 풀어 말하기를, “구속된 참새가 무엇을 하랴. 그물에 걸린 주둥이 누런 어린 새끼.눈구멍을 애당초어느곳에 팔았던고. 가련하다, 그물에 걸린 새끼의 어리석음이녀.”하였다. 【신증】 정덕(正德) 갑술년에 비로소 돌로 성을 쌓았는데 주위는 1천3백11척이며, 높이는 9척이다.

## 평가
```
 장암포[長岩浦)는 고려 때의 문신 두영철이 유배를 왔던 곳으로 촌로들이 그를 풍자하여 불렀다는 '장암진의 목가'로도 유명하다. 더불어 장항송림산림욕장(長項松林山林浴場)은 두영철이 이곳에서 유배생활을 하다가 모래찜질로 건강을 회복한 뒤로 널리 알려졌으며, 지금도 매년 음력 4월 20일이면 '모래의 날'이라 하여 많은 사람들이 찾아와 모래찜질을 한다.
```

## 참고 문헌
- 『고려사』
- 두영철(杜英哲) (인명사전, 2002. 1. 10., 민중서관)
- 장암(長巖)(국역 고려사: 2011. 10. 20., 경인문화사)
- 「소악부」 이제현) (小樂府 李齊賢)(고려시대 한시읽기, 2009. 10. 15., 한국학술정보(주))
- 『신증동국여지승람』